# Ian Thorpe
Ian James Thorpe (Sydney, 13 de outubro de 1982), é um nadador profissional australiano. Especialista no nado livre, ganhou cinco medalhas de ouro em Jogos Olímpicos, sendo o australiano com mais medalhas de ouro olímpicas. Em 2001, se tornou a primeira pessoa a ganhar seis medalhas de ouro em um Campeonato Mundial. No total, Thorpe ganhou onze medalhas de ouro em Mundiais, o segundo maior número para um nadador profissional em todo o mundo. É o único atleta a ter sido chamado de "Nadador Mundial do Ano" por quatro vezes pela revista Swimming World Magazine, e foi considerado também o "Nadador Australiano do Ano" de 1999 a 2003. Suas realizações atléticas fizeram dele um dos atletas mais populares da Austrália, com boa imagem do público e fama de realizar projetos filantrópicos. Foi reconhecido também como o "Jovem Australiano do Ano" em 2000. Segundo a Grand Slam International, seu passa-tempo predileto é surfar.
Aos 14 anos de idade, ele se tornou o mais jovem nadador do sexo masculino a representar o time oficial da Austrália (Australian Swimming Team). Sua vitória nos 400 metros livres do Campeonato Mundial de Perth de 1998 fez dele o mais jovem atleta do sexo masculino a conquistar o Campeonato Mundial. Após a vitória, Thorpe dominou os 400 metros livres, ganhando o evento em todas as competições Olímpicas, Mundiais, da Commonwealth e do Pan-Pacifico, até sua ruptura depois dos Jogos Olímpicos de 2004. Além de 13 recordes mundiais individuais de longa distância, Thorpe, junto da equipe australiana, acumulou vitórias nos revezamentos 4 × 100 metros e nos revezamentos 4 × 200 metros livres em Sydney, entre seus cinco recordes mundiais de revezamento. Suas vitórias nos 200 e 400 metros, junto do seu bronze nos 100 metros livres em Atenas, fizeram dele a única pessoa a ter ganhado medalhas na combinação 100-200-400.
Após os Jogos Olímpicos de Atenas em 2004, Thorpe ficou um ano afastado da natação e retornou ao Campeonato Estadual (State Championships) de 2005 na prova de 200 metros, indicando a sua intenção de se aposentar depois das Olimpíadas de Pequim em 2008. Nessa época também anunciou que, para se concentrar na prova dos 100 metros livres, abandonou a ideia de disputar seu evento predileto de 400 metros, apesar da insistência do treinador Alan Thompson. Thorpe foi classificado para disputar os Jogos da Commonwealth em fevereiro de 2006 por ganhar os 100 e 200 metros livres em tempos de 49,24s e 1'46,42s respectivamente. Apesar disso, expressou decepção com seu próprio desempenho. Alguns contratempos como bronquite, também uma espécie de febre glandular, fratura na mão, entre outros problemas, fizeram com que seus treinamentos fossem suspensos e que ele anunciasse sua aposentadoria em novembro de 2006, alegando, entre outras coisas, perda de motivação. A imprensa, nessa altura, já o acusava de má disciplina e apontava declínio em sua carreira internacional.

## Primeiros anos
Thorpe foi um bebê grande, com massa e tamanho acima da média, pesando ao nascer 4,1 kg e medindo 0,59 metro de comprimento. Cresceu em uma família esportiva no subúrbio de Milperra. Seu pai, Ken, foi um promissor jogador de críquete na categoria júnior, representando o clube no campeonato de críquete de Bankstown em Sydney. Um talentoso batedor, tendo certa vez terminado a temporada com uma média de rebatimento superior a do ex-capitão australiano Bob Simpson. No entanto, devido à pressão da responsabilidade paterna, Ken perdeu seu entusiasmo e encerrou a carreira esportiva com apenas 26 anos de idade. Sua mãe, Margaret, jogou netball na série A do campeonato australiano. Apesar do aparente dom esportivo dos pais, Ian Thorpe não herdara as "habilidades com bola".
Sua irmã mais velha, Christina, havia sido aconselhada pelos médicos a praticar natação para se fortalecer após um pulso quebrado. Assim, por acaso, com cinco anos de idade começou a ter aulas de natação para acompanhar sua irmã. Devido à experiência infeliz, Ken Thorpe afirma que a participação de seus filhos no esporte foi fundamental para manter sua alegria.
Quando pequeno, Ian Thorpe foi afastado das piscinas devido a uma alergia ao cloro. Por isso, ele não pôde participar de sua primeira prova até a idade de sete anos (num carnaval da escola). Sua alergia obrigou-o a nadar com a cabeça fora d'água. Mesmo disputando dessa forma claramente desvantajosa, ele ganhou a corrida, principalmente por causa de sua significativa vantagem em tamanho em relação aos outros nadadores. Thorpe gradualmente superou a alergia e avançou para a capitania de New South Wales onde conquistou os títulos das Escolas Primárias Australianas em 1994. Logo, ainda em setembro daquele ano, ganhou mais nove medalhas individuais no State Age Short Course Championships. Em 1995, iniciou seus estudos secundários em East Hills Boys Technology High School, trocando treinadores para nadar ao lado de sua irmã sob a tutoria de Doug Frost. Foi um ano movimentado para a sua família, com Christina sendo selecionada para a equipe nacional a fim de competir em 1995 no Campeonato Pan-Pacífico de Natação, em Atlanta. Ian, depois já com 1,82 metro de altura, competira em seu primeiro National Age Championships, ganhando medalhas de bronze nas modalidades de 200 metros e 400 metros livres. Ganhou todos os dez eventos anuais no Estate Age Championships.

### Estreia nacional
Thorpe competiu no National Age Championships de 1996 em Brisbane, vencendo cinco medalhas de ouro, duas de prata e duas de bronze. Seus tempos nos 400 metros livres e 200 metros costas o classificou para o Campeonato Australiano, que foram competições seletivas para o Jogos Olímpicos de Atlanta em 1996. Seu treinador, Frost, sabia que Thorpe não tinha possibilidade real de ficar entre as duas primeiras posições em nenhum evento, que incluísse seleção Olímpica com apenas 13 anos e 6 meses de idade. Mesmo assim, enviou-o para Sydney para ganhar experiência em corridas profissionais em nível nacional. Como esperado, Thorpe perdeu a seleção, pois terminou em 23º nos 400 metros livres e 36º nos 200 metros costas. No final do ano, ele se classificou para o Campeonato Australiano em piscina curta. Foi mais uma oportunidade para passar na seleção nacional, que foram os ensaios para o Campeonato Mundial em Piscina Curta de 1997. Ele se classificou em segundo lugar para a sua primeira final nacional nos 400 metros medley individual, mas nadou mais lentamente e perdeu a seleção.
O ano de 1997, começou com o Campeonato Estadual (State Championships) em janeiro, quando o seu tempo de 3 minutos 59,43 s no 400 m superou oito segundo do seu recorde pessoal e foi o primeiro nadador australiano de 14 anos de idade a cobrir a distância em menos de quatro minutos. Ficou em quarto no evento em toda a Austrália, Thorpe foi para a Campeonato Australiano de 1997, em Adelaide, com um grande potencial competitivo para a seleção nacional do Campeonato Pan-Pacífico de 1997, em Fukuoka, Japão. Acabou como um dos três primeiros e uma qualificação específica para o tempo exigido, Thorpe centrou-se nos 400 metros livres após lesões nos medalhistas olímpicos Kieren Perkins e Daniel Kowalski. Thorpe ganhou bronze nos Queenslander Grant Hackett de 16 anos, estabelecendo um novo recorde pessoal de 3 minutos 53,44 segundos. Este foi um novo recorde mundial para a idade e a primeira de muitas disputas com Hackett.
Com 14 anos e 5 meses, Thorpe tornou-se o mais jovem do sexo masculino a ser selecionado para a equipe australiana, superando o recorde de John Konrads por um mês. Frost citou que a seleção de Thorpe foi uma causa para o seu eventual foco nos nados livres. Thorpe continuou sua boa forma no National Age Championships quando ele competiu os doze eventos, ganhando dez medalhas de ouro individuais e duas de bronze e definindo seis recordes nacionais no processo.

## Começo da carreira internacional

### Estreia
Em junho, dois meses antes do Pan Pacific Championships de 1997, Thorpe precisou de uma cirurgia no apêndice, o que o fez faltar duas semanas de treinamento. Mesmo assim chegou na quarta posição em sua corrida nos 200 metros livres depois de conseguir um recorde pessoal de 1 minutos 51,46 segundos. Apesar de não classificar-se para a final, ele conquistou uma vaga para a equipe de revezamento dos 4 × 200 metros livres. A equipe composta também por Michael Klim, Ian Van der Wal e Hackett conquistou a medalha de prata, fazendo de Thorpe o mais jovem medalhista do Pan Pacific. Em sua primeira final individual a nível internacional, Thorpe estava em quinto até a marca dos 300 metros e conseguiu terminar na segunda colocação nos 400 metros livres, atrás de Hackett, com um tempo de 3 minutos e 49,64 segundos. Seu tempo foi uma boa marca, e o daria a prata nos Jogos Olímpicos de Atlanta. Em Outubro de 1997, poucos dias antes de seu décimo quinto aniversário , Thorpe competiu nas eliminatórias em Brisbane para o Aquatics World Championships de 1998. Thorpe conquistou a vaga para o Campeonato em Perth, em janeiro, terminando em quarto e segundo nos 200 metros e 400 metros livres respectivamente, estabelecendo novos recordes pessoais de tempos em ambos os eventos.

### Campeonato Mundial de Desportos Aquáticos de 1998
A primeira aparição internacional de Thorpe em seu país de origem, no Campeonato Mundial de Desportos Aquáticos em Perth de 1998, iniciou-se com o revezamento nos 4 x 200 metros livres. Nadando o terceiro percurso após Klim e Hackett, Thorpe superou o tempo nos 200 metros nado livre do campeão olímpico Tom Malchow definindo um tempo de 1 minutos 47,67 segundos, o mesmo tempo com que Klim ganhou nos 200 metros finais. No final do percurso de Thorpe, os australianos estiveram dois segundo à frente do recorde mundial, e três segundo à frente dos norte-americanos, tendo alargado a liderança por dois comprimentos de corpo. Embora  Kowalski não tenha atingido o recorde mundial, esta foi a primeira vez que a Austrália havia vencido o evento a nível mundial desde 1956. Thorpe esteve em quarta colocação no ranking mundial até o final dos 400 metros, que Hackett liderou desde o início. Hackett estabeleceu um tempo confortável de 2,29 à frente de Thorpe até a marca dos 300 metros, porém Thorpe reduziu a diferença para 1,53 segundos na marca dos 350 metros, Hackett manteve a liderança até ser finalmente ultrapassado por Thorpe na última braçada. O tempo de Thorpe o quarto melhor tempo da história e fez dele o mais jovem campeão mundial do sexo masculino.
Como resultado da atenção da mídia por sua vitória em casa, Thorpe recebeu várias ofertas para comerciais de televisão e foi frequentemente cercado por caçadores de autógrafos. Tornou-se um apoiante do Children's Cancer Institute de alto perfil, depois do irmão do futuro marido de sua irmã Christina, Michael Williams, que era seu melhor amigo, ficar gravemente doente com câncer.

### Jogos da Commonwealth de 1998
A próxima competição de Thorpe foi em março no Campeonato Australiano em Melbourne, que foram jogos de selecção para os Jogos da Commonwealth de 1998, na Malásia. O aprimoramento de Thorpe continuou quando ele derrotou Klim nos 200 metros livres em 1 minuto e 47,24 segundos tempo mais rápido do que o com que Klim vencera no Campeonato Mundial dois meses antes. O seu tempo fora um recorde da Commonwealth e com ele Thorpe garantiu o seu primeiro título nacional. Ele, em seguida, conquistou os 400 metros livres de Hackett e atingiu um tempo de 50,36 segundos nos 100 metros livres. Seu tempo o fez ganhar prata em sua primeira corrida de 100 metros rasos a nível nacional, dando-lhe a vitória na seleção do Commonwealth em três eventos individuais.
O aprimoramento de Thorpe continuou quando os australianos chegaram em Kuala Lumpur em setembro para os Jogos da Commonwealth, a primeira competição de Thorpe foi nos 200 metros livres, na qual manteve a liderança até o final, conseguindo um recorde de apenas um centésimo de segundo abaixo do recorde mundial de Giorgio Lamberti. Ele então combinado com Klim, Kowalski e Matt Dunn no revezamento 4 × 200 metros livres para quebrar o recorde mundial da Unified Team fixado em 1992 em 0,09 segundos. A corrida de Thorpe terminou quando seu recorde pessoal de 50,21 segundos só foi suficiete para atingir um quarto lugar nos 100 metros livres, mas retornou à vitória com a equipe do revezamento de 4 × 100 metros livres. Alcançou também uma quarta medalha de ouro nos 400 metros livres, estabelecendo um outro recorde pessoal, apenas 0,55 segundos a mais da marca de Kieren Perkins em 1994.
Thorpe deixou a escola no final do ano após a conclusão do 10º ano. Sua decisão causou preocupações que incida sobre nadar sozinho poderia levar a queimar para fora. Thorpe discordou, apontando para a sua busca de conhecimento informal, afirmando que "A natação é uma pequena parte da minha vida". Seu impacto na comunidade de natação foi reconhecido quando ele se tornou o mais jovem nadador do sexo masculino a ser nomeado pela Swimming World Magazine como o Nadador Mundial do Ano.
Thorpe deixou a escola no final do ano após a conclusão do 10º ano. Sua decisão causou preocupações de que sua concentração apenas em nadar poderia levá-lo a perder o conhecimento. Thorpe discordou, apontando para a sua busca de conhecimento informal, afirmando que "A natação é uma pequena parte da minha vida". Seu impacto na comunidade de natação foi reconhecido quando ele se tornou o mais jovem nadador do sexo masculino a ser nomeado pela Swimming World Magazine como o Nadador Mundial do Ano.

## Fase de conquistas de recordes mundiais
1999, começou com grandes expectativas de que Thorpe quebraria inevitavelmente os recordes mundiais tanto nos 200 metros como nos 400 metros, dado o seu contínuo crescimento físico. A primeira oportunidade surgiu no final de março no Campeonato Australiano em Brisbane, que também serviu como selecção para o Pan Pacific Swimming Championships de 1999. Thorpe novamente venceu os 400 metros, mas Perkins o ultrapassou o seu recorde desta vez por apenas 0,05 segundos, Hackett ultrapassou Thorpe na competição 200 metros, passando o nos 50 metros finais ficando assim com o título de Thorpe. Embora ambos estavam abaixo da marca de Lamberti, Hackett a quebrou na noite seguinte em uma competição de revezamento. Thorpe terminou o Campeonato mostrando o seu aprimoramento nos 100 metros livres, alcançando um tempo de 49,98 segundos, o seu primeiro tempo abaixo da barreira dos 50 segundos. A equipe australiana, em seguida, viajou a Hong Kong para FINA World Championships Short Course de 1999, onde Thorpe quebrou a marca de Lamberti nos 200 metros livres, o recorde mundial mais duradouro na época, no entanto Hackett derrotou-o nos 400m. Este foi o início de um período de três anos no qual Thorpe definiu 13 recordes individuais de longo curso. Ele liderou os homens da equipe de revezamento para um sucesso sem precedentes, marcando histórica vitória sobre os americanos. Thorpe atingiu o seu pico em 2001, quando tornou-se a primeira pessoa a ganhar seis medalhas em um campeonato mundial, definindo três recordes mundiais e ajudando a Austrália a ficar com o maior registro de medalhas em uma competição a nivel mundial pela primeira vez desde 1956. Neste período, ele foi nomeado pelo Swimming World como Nadador do Ano três vezes.

### Jogos Pan-Pacíficos de 1999
Os Jogos Pan-Pacíficos (Pan Pacific Championships) de 1999, foram realizadas em agosto no Sydney Olympic Park (Parque Olímpico de Sydney), e era visto como um ensaio para os Jogos Olímpicos de Sydney de 2000 (2000 Summer Olympics), que seria feito no mesmo local. Com grande expectativa de que Thorpe conquistaria recordes mundiais em seu primeiro Evento internacional em Sydney, o evento foi mostrado ao vivo na televisão australiana pela primeira vez. Já na noite de abertura ele começou com uma disputa acirrada contra Hackett e Ryk Neethling da África do Sul na final dos 400 metros livres. O trio chegou na marca dos 200 metros como um grupo, em ritmo de recorde mundial, Antes Thorpe avançou, conquistando um recorde 1,86 segundos maior que o ritmo do recorde mundial aos 300 metros. Ele prorrogou sua liderança para quatro comprimentos de corpo na marca dos 350 metros e terminou em um tempo de 3 minutos 41,83 segundos retirando quase dois segundo do recorde mundial, e fazendo a segunda metade em tempo quase igual ao do primeiro. Talbot reagiu a tal desempenho nomeando Thorpe como "o maior nadador que nós ("Austrália") já tivemos", enquanto o quatro vezes campeão Olímpico Rowdy Gaines, comentou para a NBC, disse: "… ele entrou em um sprint de raiva aos 250m - e nunca vi nada parecido … Já ando por aqui a nadar há um longo tempo e é o mais incrível nadador que eu já vi, mãos para baixo". A fórmula utilizada pela International Swimming Statisticians Association para comparar recordes mundiais em diferentes eventos deu ao seu desempenho a mais alta pontuação de todos os actuais recordes mundiais. Thorpe doou os $ 25 000 do dinheiro do prêmio para caridade por bater o primeiro recorde do mundo. Mais tarde na mesma noite, Thorpe cativa os australianos com uma vitória histórica na final dos 4×100 m livres, sendo a primeira vez em que os Estados Unidos perderam o evento. Thorpe bateu o record australiano na estafeta com 48,55 s. Mesmo tendo em conta uma 0,6-0,7 s para , dividir o seu tempo na estafeta, foi quase 1 segundo mais rápido do que o seu melhor com 49,98 s. Foi a primeira de muitas ocasiões em que ele iria cativar a Austrália com a vitória das estafetas sobre os norte-americanos, com tempos consistentemente mais rápido que o seu equivalente individuais. Na noite seguinte, na semifinais dos 200 m livres, Thorpe quebrou o recorde mundial de Hackett por 0,33 s, fazendo 1 min 46,34s. No dia seguinte, na final, ele quebrou o recorde novamente, baixando-o para 1 min 46,0s. Ele terminou a liderar a competição levando a estafeta dos 4×200 m livres, com Klim, Hackett e Bill Kirby para a vitória. Baixou o seu próprio recorde mundial por mais de três segundos, completando o quarto recorde mundial em quatro noites.
Imediatamente após o Campeonato Pan-Pacífico, o gestor de carreira de Thorpe anunciou sua assinatura pela Adidas por um valor não revelado de seis digitos, afirmando que ele iria competir com o novo fato de banho da Adidas. Esta situação transformou-se em um dilema, uma vez que a equipa nacional era patrocinado e usava trajes concebidos pela Speedo, o que levou a meses de discussões prolongadas e muitas incertezas. Para completar as suas dificuldades comerciais, Thorpe teve um final incerto no ano desportivo, quando, em outubro, partiu um osso do tornozelo, enquanto fazia jogging. No entanto o seu desempenho ao longo do ano foi reconhecido quando foi novamente nomeado como o Nadador Mundial do Ano pela Swimming World e pela "Swimming Australia". Em um cenário mais amplo, ele foi nomeado Jovem australiano do Ano, Estrela Desportiva do Ano pela Australian Broadcasting Corporation e Atleta Masculino do Ano, pela Australian Sports Awards.

### Preparação para os Jogos Olímpicos de 2000
Thorpe começou o ano de 2000, a procurar acrescentar um terceiro evento para a sua preparação Olímpica <! - A ser realizado na frente de uma multidão expectante casa →. Ele explorou as suas opções ao competir nos 1500m livres nos campeonatos de New South Wales em janeiro e que ele ganhou. Participou em um tour europeu da FINA World Cup, a fim de aprimorar a sua capacidade competitiva, mas esta foi ensombrado pelas observações feitas pelo treinador alemão Manfred Thiesmann acusando-o de utilizar esteroides. Os rumores agravaram-se na subsequente prova alemã, em Berlim, quando surgiu um confronto durante um teste de drogas porque havia funcionários que queriam obter uma amostra não selada, devido à falta de recipientes. Após a situação estar resolvida, Thorpe baixou superior a 1,5s ao seu tempo, batendo o recorde mundial dos 200m livres. Tendo em conta o contexto da corrida, o resultado foi classificado como o seu melhor desempenho de sempre, à frente de suas vitórias em nível olímpico e mundial. No regresso da Europa, Thorpe enfrentou uma grande incerteza até que lhe foi concedida permissão para usar os seus Adidas, em vez do uniforme australiano fornecido pela Speedo.
Com as incertezas resolvidas, Thorpe partiu para as provas de selecção olímpicas no Sydney Olympic Park, em maio de 2000. Ele bateu novamente o recorde mundial dos 400m na primeira noite das provas, baixando o recorde para 3 min 41,33 s para ganhar a sua primeira seleção olímpica. No dia seguinte, ele baixou o seu tempo aos 200 m livres, baixando o recorde mundial para 1 min 45,69 s nas semifinais, baixando-o novamente para 1 min 45,51 s na final. A sua tentativa de obter um terceiro lugar individual falhou depois que ele terminou em quarto na final dos 100 m  e não efectuando a prova dos 1500 m.

### Jogos Olímpicos de Verão de 2000
Ao entrar nos os Jogos Olímpicos, o público australiano esperava que Thorpe obtivesse vários recordes mundiais e medalhas de ouro, o Daily Telegraph de Sydney colocou na primeira página a palavra "invencível" para descrever Thorpe. Thorpe começou as eliminatórias dos 400 m na primeira manhã das competições, obtendo um novo recorde olímpico e encurtamento as apostas para 50-1. Até o momento da final, realizada durante a noite, a pressão tinha subido de intensidade porque a Austrália ainda não havia ganho a sua primeira medalha de ouro. Thorpe não começou bem, mas apesar de o italiano Massimiliano Rosolino estar com um corpo de comprimento aos 300 metros, o sprint final de Thorpe fez com que ele acaba-se com uma  margem de três corpos de comprimentos, estabelecendo um novo recorde mundial de 3 min 40,59 s. Soube-se posteriormente que testes secretos efectuados pelo Comitê Olímpico Nacional Italiano antes da Olimpíada mostraram que Rosolino tinham níveis anormais de hormonas de crescimento humano. Rosolino, à parte Thorpe, deixou a medalha de bronze Klete Keller a quinze metros de distância.
Thorpe alinhou mais tarde à noite, ao lado Klim, Chris Fydler e Ashley Callus, para efectuar a estafeta dos 4×100 m livres, um evento que os norte-americanos nunca tinham perdido a nível olímpico. No terceiro percurso a Austrália terminou com apenas um braço de comprimento à frente dos Estados Unidos. Thorpe cronometrou o seu mergulho muito melhor do que Gary Hall Jr. e saiu no salto com um corpo de avanço. As capacidade de sprinter de Hall permitiram-lhe ganhar o avanço na prova, mas Thorpe num sprint fabuloso final ganhou nos últimos metros, levando a celebrações efusiásticas entre o público, o que levou a uma celebração incaracterística de Thorpe, que imediatamente pulou para fora da piscina, gritando e abraçando os seus companheiros de equipe, chegando a gozar com Hall por causa das alegações anteriores à prova em que afirmou que os norte-americanos iriam "esmagar" os australianos ".
Quando Thorpe quebrou o recorde olímpico dos 200m livres nas eliminatórias da manhã seguinte, o seu principal rival Pieter van den Hoogenband da Países Baixos reconheceu a derrota. No entanto, Van den Hoogenband mostrou a sua garra quando nas semifinais, baixou mais de um segundo o seu melhor melhor tempo pessoal, para fixar um novo recorde mundial, de 1 min 45,35s. Thorpe tinha-se qualificado com o seu melhor tempo tendo sido, 0,02 s mais lento e estava sob imensa pressão para ganhar a final no dia seguinte após a sua dupla de ouro na primeira noite. Van den Hoogenband começou muito rápido e Thorpe persegui-lo, chegando aos 100m apenas 0,04s atrás. Ambos os nadadores passaram os 150m em tempos idênticos. Como resultado de uma partida mais difícil do que é habitual, Thorpe fraquejou com Van den Hoogenband a chamar o ouro para si e a igualar o seu recorde mundial, deslumbrando a multidão. Thorpe chegou em 1 min 46,83 s, a primeira vez que ele tinha nadado uma final mais lento do que na qualificação. Thorpe regressou às vitórias quando liderou a estafeta dos 4×200m livres na noite seguinte, obtendo 10m de vantagem sobre o norte-mericano Scott Goldblatt na primeira volta. Embora Thorpe fosse incapaz de recuperar o recorde mundial individual ele, Klim, Kirby e Todd Pearson baixaram o recorde mundial para 7 min 07,05s, mais de cinco segundos à frente dos norte-americanos, vencendo com a maior margem obtida numa estafeta olímpica há mais de meio século. Thorpe acabou as Olimpíadas a nadar na final da estafeta dos 4×100m estilos, ganhando uma medalha de prata quando o quarteto terminou atrás dos norte-americanos. As performances de Thorpe ajudaram a Austrália a tornar-se líder nas medalhas para os Jogos tendo sido o facto reconhecido quando o Comitê Olímpico Australiano lhe concedeu a honra de carregar a bandeira na cerimónia de encerramento. No final do ano, ele foi novamente nomeado pela Swimming Austrália como o Nadador do Ano, mas Van den Hoogenband superou-o como o principal nadador masculino escolhido pela Swimming World Magazine.

### Campeonato Mundial de Desportos Aquáticos de 2001
Com o Campeonato Australiano de 2001, realizada em Hobart, em Março, Thorpe adiciona os 800 m livres ao seu repertório, após a FINA ter adicionado a prova ao Campeonato Mundial de Desportos Aquáticos de 2001. Thorpe iniciou as provas a defender com sucesso o seu título dos 400 m com um tempo apenas 0,17 s acima do seu recorde mundial. Na noite seguinte, nos 800 m, afastou-se de Hackett nos últimos 100 metros para quebrar o recorde mundial obtido em 1994 por Kieren Perkins, por mais de quatro segundos. Ganhou o seu terceiro título ao baixar 0,66 s ao recorde mundial dos 200 m de Van den Hoogenband's ao fazer uma nova marca de 1 min 44,69 s. Este desempenho fez dele o terceiro homem a seguir de John Konrads e Tim Shaw a efectuar  recordes mundiais em três distâncias em simultâneo. A sua posterior vitória nos 100 m livres em um novo melhor pessoal de 49,05 s fez dele o primeiro australiano desde Konrads em 1959 a ganhar todas as provas de livres dos 100 m aos 800 m. Isso indicava que ele poderia nadar mais rápido nos Campeonatos Mundiais em Fukuoka, no Japão onde Thorpe estava a prever reconquistar a sua posição sobre Van den Hoogenband.

## Tentativa de regresso e abandono do desporto
Thorpe regressou à competição no campeonato em New South Wales em dezembro de 2005. Ele participou nos 200 m e declarou a sua intenção de se aposentar após as Olimpíadas de 2008 em Pequim. Thorpe anunciou que, devido a um desejo de concentrar-se nos 100 m livre, ia abandonar a sua competição favorita os 400 m. A sua decisão era definitiva apesar de o treinador nacional Alan Thompson, lhe ter implorado para continuar a efectuar essa prova. Em fevereiro, Thorpe qualificou-se para os Jogos da Commonwealth de 2006, ao vencer os 100 m e 200 m livres com os tempos de 49,24 s 1 min e 46,42 s, respectivamente. Ele expressou a sua decepção com o desempenho, especulou que poderia ser devido ao seu novo calendário de formação e antecipou melhorias para breve.
Pouco depois, Thorpe anunciou a sua retirada dos Jogos da Commonwealth, devido a uma crise de bronquite que o impediu de treinar. A doença de Thorpe foi mais tarde diagnosticada como uma estirpe de mononucleose infecciosa e depois de mais um atraso causado por uma mão partida, mudou-se para os EUA em Julho para treinar com Dave Salo. Seguiram-se outras perturbações nos treinos, quando mudou de treinador, citando excessiva e contínua atenção dos mídia. A estadia de Thorpe foi constantemente cercada por rumores de que ele sofria de problemas disciplinares, o que alimentou especulações de que a sua carreira internacional estava em declínio.
Após o seu regresso à Austrália, Thorpe retirou-se das provas de selecção para o Campeonato Mundial de Desportos Aquáticos de 2007 e anunciou que se ia retirar da competição a 21 de Novembro. Thorpe disse que tinha pensado no assunto durante algum tempo, mas estava preocupado com o seu futuro porque a natação lhe tinha proporcionado uma "rede de segurança". Thorpe afirmou que se retirava, apesar de ainda poder vir a alcançar maiores níveis de aptidão, observando "Quando estou apto, apto fisicamente, a minha mente também fica apta". Acrescentou que uma mente apta lhe permitiu chegar à sua decisão. Ele esteve perto de ir às lágrimas quando agradeceu ao público australiano, mas declarou que a sua retirada era um momento "feliz" e merecia ser celebrada.
Em 2019 ajudou na construção do personagem de Levi Miller, no filme Streamline.

## Volta às piscinas
No dia 1 de fevereiro de 2011, anunciou sua volta as competições, visando as Olimpíadas de Londres.

## Estilo único

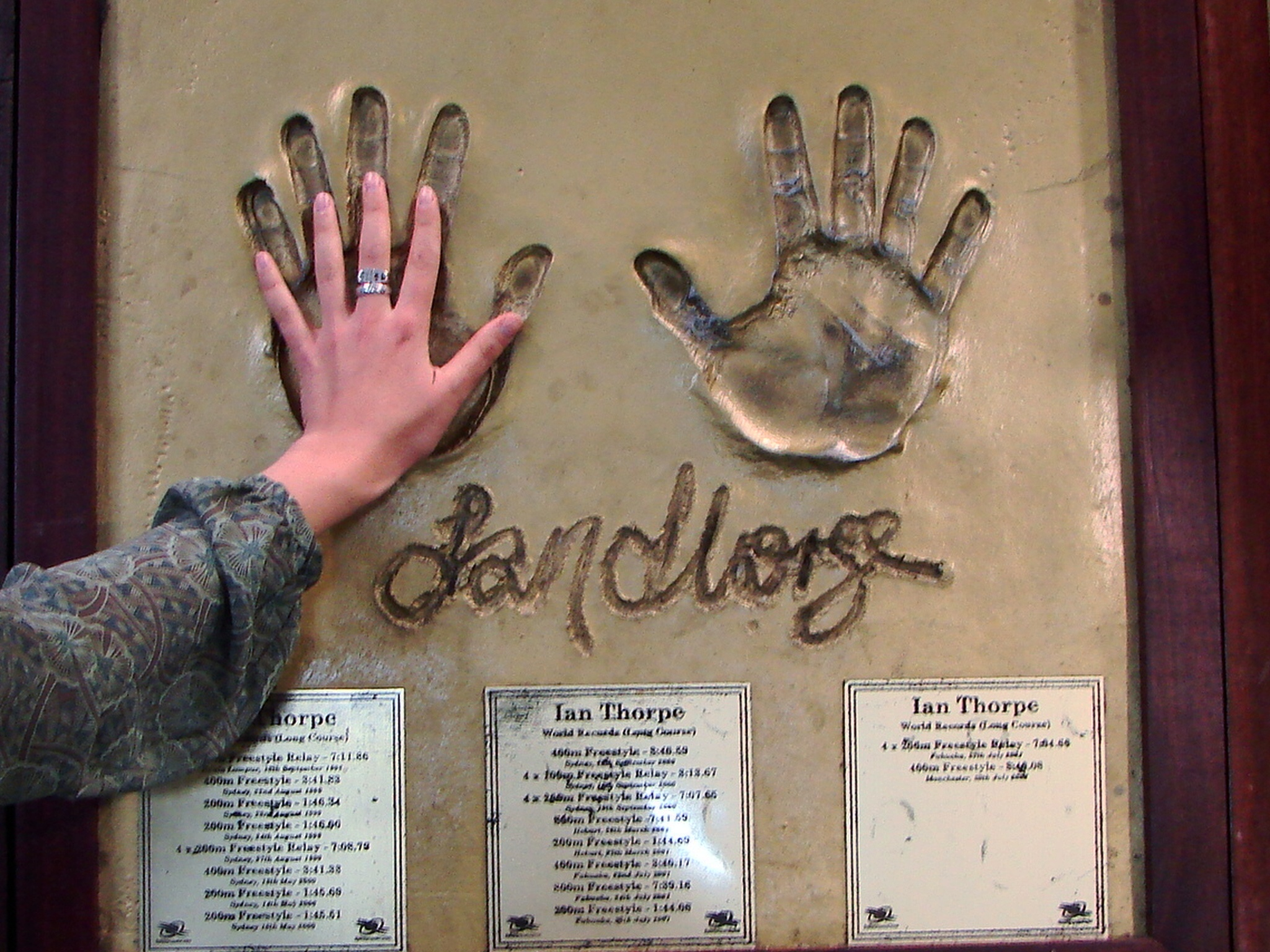
Impressões manuais de Ian Thorpe no Centro Aquático de Sydney.

O sucesso de Thorpe tem sido atribuído ao seu trabalho ético, força mental, energia, capacidade de acelerar rapidamente e a uma fisiologia adequado para nadar. Isto levou o antigo treinador australiano Don Talbot a rotulá-lo como "o maior nadador do mundo já viu". Apesar de a Swimming World ter rotulado a técnica de Thorpe como "extraordinária" e "superior ", Talbot discordou, afirmando que era sua convicção de que Thorpe confiava demasiado na força dos seus braços. Ele também mencionou que a capacidade de Thorpe para gerir o seu trabalho e o seu dia a dia entre competições, é deficiente. Thorpe era conhecido por usar a sua marca de seis batimentos de pernas entre braçadas para poder vencer os seus rivais na fase final das corridas, essa eficácia foi atribuída ao seu tamanho invulgarmente grande dos pés.
Após Thorpe abandonar as competições, o treinador chefe da equipe masculina de natação dos EUA Bob Bowman que também é mentor de Michael Phelps, intitulou Thorpe de "o maior nadador de todos os tempos de meia-distância e … o maior nadador de estafetas que já viu". Bowman mais tarde afirmou que as capacidades de Thorpe aumentaram a visibilidade e a popularidade da natação, observando que a imagem pública de Phelps foi decalcada do australiano. O Presidente do Comitê Olímpico Australiano, John Coates afirmou que "Nos próximos 50 anos os australianos ainda se iram maravilhar com as proezas de Ian Thorpe.", Dawn Fraser, o primeira de apenas dois nadadores a ganhar o mesmo evento Olímpicos três vezes, disse que Thorpe foi o "maior nadador do mundo (no estilo livre)" e lamentou que ele não tenha feito uma tentativa para conseguir os tres título aos 400 m livres.

## Alegações de uso de drogas
O sucesso de Thorpe tem frequentemente levado a alegações de que ele tinha usado componentes de esteróides proibidos para reforçar o desempenho. Em 2000, antes dos Jogos Olímpicos, o chefe treinador e capitão da equipe de natação da Alemanha acusou Thorpe de fazer batota. Ele afirmou que os seus atributos físicos eram sintomáticos da utilização de esteróides e que a sua capacidade de ultrapassar recordes eram fruto do consumo de compostos que mereciam desconfiança Em 2007, o jornal esportivo francês L'Équipe afirmou que Thorpe apresentou "níveis anormais" de duas substâncias proibidas em um teste de doping. Thorpe negou as acusações e a Autoridade australiana antidoping no desporto (Australian Sports Anti-Doping Authority -ASADA) confirmou posteriormente que tinham investigado Thorpe e indeferiu o resultado a FINA abandonou a investigação e encerrou o caso.
Thorpe tem tido, ele próprio, bastante proeminência na campanha contra a droga. Foi chamado para exames laboratoriais várias vezes, prometendo entregar uma amostra de sangue congelado para análise retrospectiva e critica repetidamente a FINA afirmando que os procedimentos antidoping impostos são insuficientes e inadequados.

## Vida pessoal
Durante a sua carreira, Thorpe foi um dos mais proeminentes e populares desportistas da Austrália. Apesar de competir em um desporto no qual a grande maioria dos atletas internacionais obtêm rendimentos que são considerados no limiar da pobreza, as sondagens de marketing, consistentemente classificaram Thorpe como um dos mais procurados atletas australiano a nível de patrocínios e ofertas, superando futebolistas que aparecem numa base semanal em estádios muito maiores. Além do patrocínio da Adidas, Thorpe foi patrocinado por gigantes corporativos australianos como a Qantas, Telstra e Seven Network. Em contraste com muitos outros atletas australianos populares, o comportamento de Thorpe é muitas vezes descrito como calmo leve e educado. Conhecido pelo seu interesse de longa data na moda, Thorpe serve como embaixador para a Armani e tem a sua própria linha de jóias e de roupa interior. Tais interesses têm alimentado frequentes especulações de que Thorpe poderia ser homossexual, a sua foto apareceu de forma proeminente em sites gays. Em 2002, finalmente Thorpe negou esse boato, afirmando que ele era heterossexual. Afirmou que se sentia lisonjeado pela especulação, pois fazer parte de um grupo minoritário mostra "força de carácter". Contudo, em entrevista exclusiva ao jornalista britânico Michael Parkinson, ele afirmou ser homossexual, apesar de ter negado diversas vezes durante a sua carreira. A revelação foi ao ar em 13/07/2014 no canal australiano Ten Play.

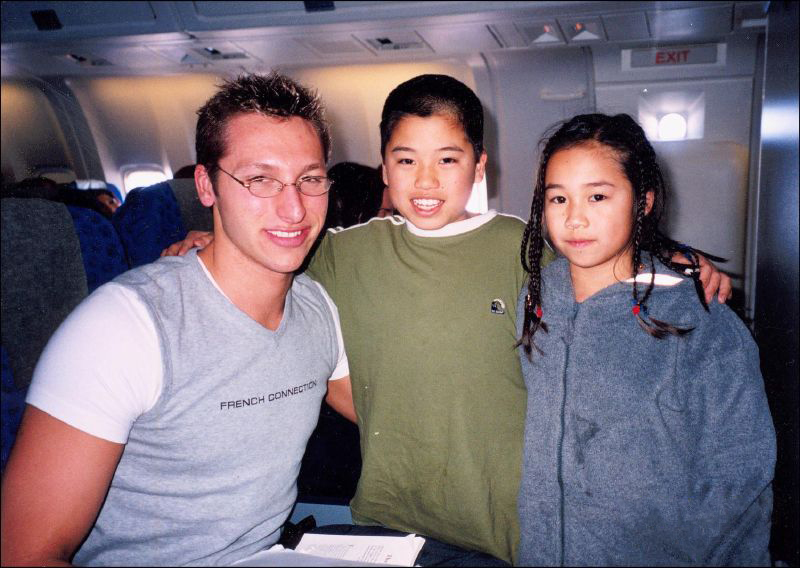
Thorpe com um grupo de fans em 2000.

Os interesses de Thorpe pela moda e cultura levou-o a fazer visitas frequentes a Nova Iorque, que ele descreveu como a sua segunda casa, muitas vezes para compromissos com a Armani. Esteve no World Trade Center, na manhã de 11 de Setembro de 2001, depois de ter parado lá em seu jogging matinal, antes de retornar ao seu hotel após esquecer a sua câmara. Foi durante essa viagem que apareceu no The Tonight Show with Jay Leno, o que foi notável, devido à relativa falta de interesse pela natação competitiva nos EUA. Thorpe mais tarde tornou-se porta-voz da candidatura de Nova Iorque aos Jogos Olímpicos de 2012, chegando a prometer que continuaria a sua carreira até os jogos se Nova York ganhasse. Os seus interesses também resultaram no envolvido em televisão, em 2002, desempenhou o papel principal no reality show, Undercover Angels que imitava a série Charlie's Angels. No programa, Thorpe comandava três mulheres jovens que realizaram obras de caridade para as pessoas necessitadas. Embora tenha tido em média mais de um milhão de espectadores por episódio, foi severamente deitado a baixo pelos críticos. Thorpe também apareceu como extra no sitcom norte-americano Friends.
Thorpe é muito popular na Ásia, especialmente no Japão. Em 2000, a TV Asahi identificaram-no como o nadador, que provavelmente, obteria o maior sucesso no Campeonato Mundial de 2001 em Fukuoka, sendo seleccionado como a figura de proa do marketing para o campeonato. Thorpe visitou a TV Asahi no Japão para promover uma série de eventos televisivos e após voltar para a competição, foi assaltado no aeroporto por uma multidão juvenil que acampou a 25 m do hotel onde estava alojada a equipe australiana. Também foi elogiado pela faixa etária mais idosa da sociedade japonesa, como um modelo para a juventude, devido ao que eles interpretavam como a sua humildade e trabalho ético. Estima-se que mais de 80% do público japonês assistiu às suas provas através da televisão. Em 2002, na sequência de uma quebra do turismo após os atentados terroristas de 11 de Setembro, Thorpe concordou em ser embaixador da Comissão do Turismo australiano, no Japão. O perfil elevado da campanha incluiu uma reunião com o Primeiro-Ministro japonês Junichiro Koizumi. O marketing bem direccionado, resultou na retoma do turismo japonês para a Austrália, tendo sido creditada essa retoma a Thorpe. Em 2005, Yakult lançou a bebida energética Thorpedo que incluía uma foto do nadador na garrafa japonesa. Esta acção foi parte de um negócio com o grupo alimentar So Natural, em que foi dado a Thorpe 5% de participação na empresa, pelos direitos de utilização do seu nome e imagem nos seus produtos. o Negócio de 15 anos abrange o Leste e o Sudeste da Ásia e a quota-parte de Thorpe no empreendimento poderá aumentar para 50%, dependendo do seu sucesso.
Mais recentemente, Thorpe também surgiu como um filantropo, criando a Ian Thorpe's Fountain for Youth, em 2000. A organização angaria fundos para a investigação em doenças infantis e patrocina uma escola em Pequim, para crianças órfãs com deficiências. Além disso, também trabalha com a The Fred Hollows Foundation para melhorar a situação sanitária e as condições de vida das comunidades aborígenes australianas.